# Maradona di Kusturica
Maradona di Kusturica (Maradona by Kusturica) è un film documentario del 2008 diretto da Emir Kusturica, presentato il 20 maggio 2008 fuori concorso al 61º Festival di Cannes.
Originariamente il titolo avrebbe dovuto essere Maradona - El pibe de oro.
Il film è stato distribuito nelle sale cinematografiche italiane il 30 maggio 2008.

## Trama
Il film approfondisce la vita di Diego Armando Maradona, creando anche dei parallelismi con alcuni personaggi dei film di Emir Kusturica. Il film si sviluppa nei luoghi dove Maradona ha vissuto, che vengono rivisitati dall'ex calciatore argentino insieme con il regista in occasione del documentario: Buenos Aires, Napoli e Cuba. Il film ripercorre la parabola di Maradona, dalle umili origini al suo esordio nell'Argentinos Juniors, i passi della carriera calcistica, i momenti alti (lo scudetto col Napoli, il Mondiale vinto con la Nazionale argentina) e quelli bassi (la positività ai Mondiali di calcio 1994 per efedrina), e ancora il declino inesorabile e la lenta risalita.
La pellicola si sofferma inoltre sul pensiero del Maradona-uomo: la droga, la famiglia, il calcio  moderno e le idee politiche contro il sistema neo-liberista e imperialista statunitense.